# Bedford (Nova Iorque)
Bedford  é uma cidade pertencente ao Condado de Westchester, (em inglês: Westchester County), Nova Iorque, Estados Unidos.
A cidade fica a noroeste do Condado de Westchester e é dividida em três bairros, Bedford Hills, Bedford Village e Katonah. Bedford é o segundo município mais rico de Nova Iorque, perdendo apenas para Manhattan, e é o sétimo mais rico de todo os Estados Unidos.